# Glascwm
Glascwm est un village et une communauté du Powys, au pays de Galles.

## Géographie
Glascwm est situé dans l'est du Powys, dans le comté historique du Radnorshire, à une quinzaine de kilomètres à l'est de la ville de Builth Wells.
La communauté de Glascwm comprend aussi les villages et hameaux de Frank's Bridge (cy), Hundred House (cy), Cregrina (cy), Bettws Diserth et Llansantffraed-in-Elwel (cy).

## Démographie
Au recensement de 2011, la communauté de Glascwm comptait 551 habitants.